# Уездная драма
«Уездная драма» (также «Предмет обожания»; рабочее название «Цугцванг») — историческая драма 2014 года российского режиссёра Олега Базилова, снятая по мотивам нескольких произведений Антона Павловича Чехова.

## Производство
Съёмки фильма начались в 2013 году и проходили проходили в населённом пункте Снов (Несвижский район), в церкви Вольно (Барановичский район), в Бобруйске, на территории Бобруйской крепости и в павильонах «Беларусьфильма».
По словам режиссёра Олега Базилова, когда ему предложили снять кино по Чехову, он решил сконструировать свою историю, в которой бы все герои говорили известными классическими фразами из произведений писателя.

## Сюжет
Известный беллетрист Борис фон Дидериц со своей женой Лизой приезжает в имение графа Грохольского. Девушка сразу выделяется на фоне местных жительниц, отличаясь поразительной красотой, природной элегантностью и неотразимой женской силой. Старый граф Грохольский, его непутёвый сын Григорий, надворный советник Данила Охлопков — все очарованы ею. Лиза, наслаждаясь вниманием мужчин и чувствуя безразличие мужа к своей персоне, флиртует и даёт ложные надежды каждому из потенциальных поклонников. Они мучительно ревнуют друг к другу, и их страдания только усиливаются, когда Лиза однажды бесследно исчезает.

## В ролях
| Актёр                | Роль                 |
| -------------------- | -------------------- |
| Сергей Шакуров       | князь Грохольский    |
| Павел Делонг         | Борис фон Дидериц    |
| Борис Миронов        | Данила Охлопков      |
| Анна Попова          | Лиза                 |
| Антон Бельский       | Григорий Грохольский |
| Александр Ткачёнок   | доктор Лопаткин      |
| Александр Парфёнович | Пантелеймон          |
| Нина Пискарёва       | Зинаида Саввишна     |
| Марта Шантар         | Сашенька             |
| Валентина Гарцуева   | Верочка              |
| Тамара Муженко       | мать Охлопкова       |
| Татьяна Мархель      | Пелагея              |
| Игорь Денисов        | следователь          |
| Виктор Васильев      | урядник              |
| Вячеслав Павлють     | редактор             |
| Александр Брухацкий  | слуга                |
| Игорь Петров         | писарь               |
| Белла Шпинер         | певичка              |
| Валерий Зеленский    | кукловод             |